# Puerto Rico i olympiska sommarspelen 2016
Puerto Rico deltog med 40 deltagare vid de olympiska sommarspelen 2016 i Rio de Janeiro. Totalt vann de en guldmedalj.

## Medaljer
| Medalj | Namn        | Sport  | Gren      |
| ------ | ----------- | ------ | --------- |
| Guld   | Mónica Puig | Tennis | Damsingel |

## Bordtennis
| Spelare        | Gren       | Inledande omgång     | Omgång 1              | Omgång 2             | Omgång 3             | Åttondelsfinal       | Kvartsfinal          | Semifinal            | Final / BM           | Final / BM       |                  |
| Spelare        | Gren       | Motståndare Resultat | Motståndare Resultat  | Motståndare Resultat | Motståndare Resultat | Motståndare Resultat | Motståndare Resultat | Motståndare Resultat | Motståndare Resultat | Placering        |                  |
| -------------- | ---------- | -------------------- | --------------------- | -------------------- | -------------------- | -------------------- | -------------------- | -------------------- | -------------------- | ---------------- | ---------------- |
| Brian Afanador | Herrsingel | Saka (CGO) W 4–3     | O Assar (EGY) L 2–4   | Gick inte vidare     | Gick inte vidare     | Gick inte vidare     | Gick inte vidare     | Gick inte vidare     | Gick inte vidare     | Gick inte vidare |                  |
| Adriana Diaz   | Damsingel  | Bye                  | Oshonaike (NGR) W 4–2 | Li X (FRA) L 0–4     | Gick inte vidare     | Gick inte vidare     | Gick inte vidare     | Gick inte vidare     | Gick inte vidare     | Gick inte vidare | Gick inte vidare |

## Boxning
| Boxare          | Gren     | Omgång 1                | Omgång 2             | Kvartsfinal          | Semifinal            | Final                | Final            |
| Boxare          | Gren     | Motståndare Resultat    | Motståndare Resultat | Motståndare Resultat | Motståndare Resultat | Motståndare Resultat | Placering        |
| --------------- | -------- | ----------------------- | -------------------- | -------------------- | -------------------- | -------------------- | ---------------- |
| Jeyvier Cintrón | Flugvikt | Sattibajev (KAZ) L 1–20 | Gick inte vidare     | Gick inte vidare     | Gick inte vidare     | Gick inte vidare     | Gick inte vidare |

## Brottning
Förkortningar:
- VT – Vinst genom fall.
- PP – Beslut efter poäng – förloraren fick tekniska poäng.
- PO – Beslut efter poäng – förloraren fick inte tekniska poäng.
- ST – Teknisk överlägsenhet – förloraren utan tekniska poäng och en marginal med minst 8 (grekisk-romersk stil) eller 10 (fristil) poäng.

Herrar, grekisk-romersk stil
| Brottare       | Gren                | Kvalomgång           | Omgång 1                 | Kvartsfinal             | Semifinal            | Återkval 1           | Återkval 2           | Final / BM           | Final / BM |
| Brottare       | Gren                | Motståndare Resultat | Motståndare Resultat     | Motståndare Resultat    | Motståndare Resultat | Motståndare Resultat | Motståndare Resultat | Motståndare Resultat | Placering  |
| -------------- | ------------------- | -------------------- | ------------------------ | ----------------------- | -------------------- | -------------------- | -------------------- | -------------------- | ---------- |
| Franklin Gómez | Weltervikt -65kg    | Bye                  | Novatjkov (BUL) W 3–1 PP | Navruzov (UZB) L 1–3 PP | Gick inte vidare     | Gick inte vidare     | Gick inte vidare     | Gick inte vidare     | 9          |
| Jaime Espinal  | Lätt tungvikt -86kg | Bye                  | Yaşar (TUR) L 1–3 PP     | Gick inte vidare        | Gick inte vidare     | Bye                  | Salas (CUB) L 1–3 PP | Gick inte vidare     | 11         |

## Cykling

### Landsväg
| Idrottare       | Gren                | Tid             | Placering       |
| --------------- | ------------------- | --------------- | --------------- |
| Brian Babilonia | Herrarnas linjelopp | Fullföljde inte | Fullföljde inte |

## Friidrott
Förkortningar
- Notera– Placeringar avser endast det specifika heatet.
- Q = Tog sig vidare till nästa omgång
- q = Tog sig vidare till nästa omgång som den snabbaste förloraren eller, i fältgrenarna, genom placering utan att nå kvalgränsen
- NR = Nationellt rekord
- N/A = Omgången fanns inte i grenen
- Bye = Idrottaren behövde inte tävla i omgången

Herrar
Bana och väg
| Idrottare      | Gren                     | Heat     | Heat      | Semifinal        | Semifinal        | Final            | Final            |
| Idrottare      | Gren                     | Resultat | Placering | Resultat         | Placering        | Resultat         | Placering        |
| -------------- | ------------------------ | -------- | --------- | ---------------- | ---------------- | ---------------- | ---------------- |
| Eric Alejandro | Herrarnas 400 meter häck | 49,54    | 2 Q       | 49,95            | 7                | Gick inte vidare | Gick inte vidare |
| Andrés Arroyo  | Herrarnas 800 meter      | 1:46,17  | 3 Q       | 1:46,74          | 7                | Gick inte vidare | Gick inte vidare |
| Javier Culson  | Herrarnas 400 meter häck | 48,53    | 2 Q       | 48,46            | 2 Q              | DSQ              | DSQ              |
| Wesley Vázquez | Herrarnas 800 meter      | 1:46,96  | 5         | Gick inte vidare | Gick inte vidare | Gick inte vidare | Gick inte vidare |

Fältgrenar
| Idrottare   | Gren               | Kval    | Kval      | Final            | Final            |
| Idrottare   | Gren               | Distans | Placering | Distans          | Placering        |
| ----------- | ------------------ | ------- | --------- | ---------------- | ---------------- |
| Luis Castro | Herrarnas höjdhopp | 2,26    | =12 q     | 2,25             | 13               |
| David Smith | Herrarnas höjdhopp | 2,26    | 23        | Gick inte vidare | Gick inte vidare |

Damer
Bana och väg
| Idrottare          | Gren                    | Heat     | Heat      | Semifinal        | Semifinal        | Final            | Final            |
| Idrottare          | Gren                    | Resultat | Placering | Resultat         | Placering        | Resultat         | Placering        |
| ------------------ | ----------------------- | -------- | --------- | ---------------- | ---------------- | ---------------- | ---------------- |
| Grace Claxton      | Damernas 400 meter häck | 56.40    | 3 Q       | 55.85 PB         | 5                | Gick inte vidare | Gick inte vidare |
| Celiangeli Morales | Damernas 200 meter      | 23.00 PB | 5         | Gick inte vidare | Gick inte vidare | Gick inte vidare | Gick inte vidare |
| Jasmine Quinn      | Damernas 100 meter häck | 12.70    | 1 Q       | DSQ              | DSQ              | Gick inte vidare | Gick inte vidare |
| Beverly Ramos      | Damernas maraton        | i.u.     | i.u.      | i.u.             | i.u.             | 2:43:52          | 71               |

Fältgrenar
| Idrottare       | Gren              | Kval    | Kval      | Final            | Final            |
| Idrottare       | Gren              | Distans | Placering | Distans          | Placering        |
| --------------- | ----------------- | ------- | --------- | ---------------- | ---------------- |
| Diamara Planell | Damernas stavhopp | 4,15    | =29       | Gick inte vidare | Gick inte vidare |

Kombinerade grenar – Damernas sjukamp
| Idrottare      | Gren     | 100H  | HH   | KS    | 200 m | LH   | SK       | 800 m   | Final | Placering |
| -------------- | -------- | ----- | ---- | ----- | ----- | ---- | -------- | ------- | ----- | --------- |
| Alysbeth Felix | Resultat | 14,07 | 1,68 | 11,36 | 24,74 | 6,22 | 40,17 PB | 2:15,32 | 5805  | 26        |
| Alysbeth Felix | Poäng    | 968   | 830  | 619   | 911   | 918  | 671      | 888     | 5805  | 26        |

## Judo
| Idrottare      | Gren                      | Omgång 1              | Omgång 2                 | Kvartsfinaler        | Semifinaler          | Återkval             | Final / BM           | Final / BM       |
| Idrottare      | Gren                      | Motståndare Resultat  | Motståndare Resultat     | Motståndare Resultat | Motståndare Resultat | Motståndare Resultat | Motståndare Resultat | Placering        |
| -------------- | ------------------------- | --------------------- | ------------------------ | -------------------- | -------------------- | -------------------- | -------------------- | ---------------- |
| María Pérez    | Damernas mellanvikt −70kg | Matić (CRO) W 011–000 | Alvear (COL) L 000–000 S | Gick inte vidare     | Gick inte vidare     | Gick inte vidare     | Gick inte vidare     | Gick inte vidare |
| Melissa Mojica | Damernas tungvikt +78kg   | Bye                   | Sayit (TUR) L 000–102    | Gick inte vidare     | Gick inte vidare     | Gick inte vidare     | Gick inte vidare     | Gick inte vidare |

## Ridsport

### Fälttävlan
| Ryttare       | Häst                    | Gren         | Dressyr | Dressyr   | Terräng | Terräng | Terräng   | Hoppning | Hoppning | Hoppning  | Hoppning         | Hoppning         | Hoppning         | Totalt | Totalt    |
| Ryttare       | Häst                    | Gren         | Dressyr | Dressyr   | Terräng | Terräng | Terräng   | Kval     | Kval     | Kval      | Finalt           | Finalt           | Finalt           | Totalt | Totalt    |
| Ryttare       | Häst                    | Gren         | Straff  | Placering | Straff  | Totalt  | Placering | Straff   | Totalt   | Placering | Straff           | Totalt           | Placering        | Straff | Placering |
| ------------- | ----------------------- | ------------ | ------- | --------- | ------- | ------- | --------- | -------- | -------- | --------- | ---------------- | ---------------- | ---------------- | ------ | --------- |
| Lauren Billys | Castle Larchfield Purdy | Individuellt | 56,00   | 55        | 88,40   | 144,40  | 45        | 11,00    | 155,40   | 44        | Gick inte vidare | Gick inte vidare | Gick inte vidare | 155,40 | 44        |

## Simhopp
| Rafael Quintero | Herrarnas 10 m | 456,55 | 10 Q | 471,20 | 7 Q | 485,35 | 7 |

## Simning
| Simmare        | Gren                 | Heat       | Heat      | Semifinal        | Semifinal        | Final            | Final            |
| Simmare        | Gren                 | Tid        | Placering | Tid              | Placering        | Tid              | Placering        |
| -------------- | -------------------- | ---------- | --------- | ---------------- | ---------------- | ---------------- | ---------------- |
| Vanessa García | Damernas 50 m frisim | 24,94 0NR0 | =22       | Gick inte vidare | Gick inte vidare | Gick inte vidare | Gick inte vidare |

## Taekwondo
| Idrottare      | Gren            | Åttondelsfinaler     | Kvartsfinaler        | Semifinaer           | Återkval             | Final                | Final            |
| Idrottare      | Gren            | Motståndare Resultat | Motståndare Resultat | Motståndare Resultat | Motståndare Resultat | Motståndare Resultat | Placering        |
| -------------- | --------------- | -------------------- | -------------------- | -------------------- | -------------------- | -------------------- | ---------------- |
| Crystal Weekes | Damernas +67 kg | Galloway (USA) L 0–5 | Gick inte vidare     | Gick inte vidare     | Gick inte vidare     | Gick inte vidare     | Gick inte vidare |

## Tennis
| Spelare     | Gren      | Omgång 1                | Omgång 2                        | Åttondelsfinaler          | Kvartsfinaler              | Semifinaler                   | Final / BM                   | Final / BM |
| Spelare     | Gren      | Motståndare Poäng       | Motståndare Poäng               | Motståndare Poäng         | Motståndare Poäng          | Motståndare Poäng             | Motståndare Poäng            | Placering  |
| ----------- | --------- | ----------------------- | ------------------------------- | ------------------------- | -------------------------- | ----------------------------- | ---------------------------- | ---------- |
| Monica Puig | Damsingel | Hercog (SLO) W 6–3, 6–2 | Pavlyuchenkova (RUS) W 6–3, 6–2 | Muguruza (ESP) W 6–1, 6–1 | Siegemund (GER) W 6–1, 6–1 | Kvitová (CZE) W 6–4, 1–6, 6–3 | Kerber (GER) W 6–4, 4–6, 6–1 | 1          |

## Triathlon
| Idrottare     | Gren                | Simning (1,5 km) | Trans 1 | Cykling (40 km) | Trans 2 | Löpning (10 km) | Totaltid | Placering |
| ------------- | ------------------- | ---------------- | ------- | --------------- | ------- | --------------- | -------- | --------- |
| Manuel Huerta | Herrarnas triathlon | 18:19            | 0:48    | 58:01           | 0:32    | 33:28           | 1:53:22  | 43        |